# ماريانا توريس (كاتبة)
ماريانا توريس (بالإسبانية: Mariana Torres؛ بالبرتغالية: Mariana Torres) هي كاتِبة إسبانية وبرازيلية، ولدت في 1981 في انجرا دوس ريس في البرازيل.